# Dijon-Prenois
Dijon-Prenois é um autódromo de 3,801 km (2,361 milhas) de extensão, localizado em Prenois, perto de Dijon na França.  Sediou cinco Grande Prêmio da França de Fórmula 1 entre 1974 e 1984. Em 1982 representou como Grande Prêmio da Suíça. Dijon não sediou em: 1975, 1976, 1978, 1980 e 1983 que foi em Paul Ricard. Foi em Dijon que o francês Alain Prost obteve a primeira vitória na categoria.

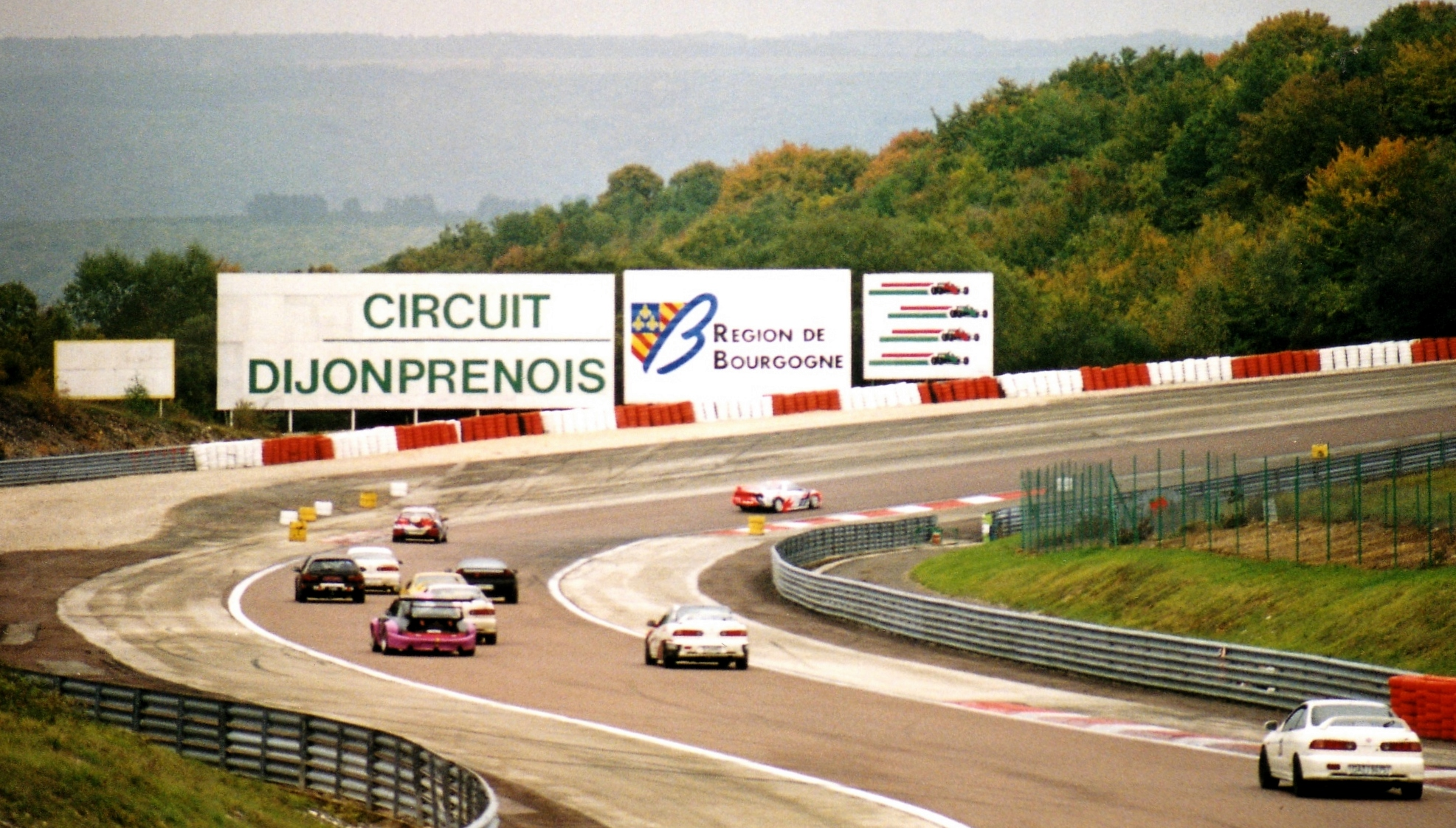
Curva Parabolica de Dijon-Prenois

## Vencedores de Grandes Prêmios de Fórmula 1 em Dijon-Prenois
O fundo rosa indica que a prova não teve validade para o campeonato.
O fundo azul claro indica que a prova foi nomeada de Grande Prêmio da Suíça.
| Ano                             | Vencedor              | Chassi/Motor        | Resumo    |
| ------------------------------- | --------------------- | ------------------- | --------- |
| 1946                            | Jean-Pierre Wimille   | Alfa Romeo          | Detalhes  |
| 1946                            | Amédée Gordini        | Simca-Gordini       | Detalhes  |
| Não realizado entre 1947 e 1973 |                       |                     |           |
| 1974                            | Ronnie Peterson       | Lotus-Ford          | Detalhes  |
| 1975                            | Clay Regazzoni        | Ferrari             | Detalhes1 |
| Não realizado em 1976           |                       |                     |           |
| 1977                            | Mario Andretti        | Lotus-Ford          | Detalhes  |
| Não realizado em 1978           |                       |                     |           |
| 1979                            | Jean-Pierre Jabouille | Renault             | Detalhes  |
| Não realizado em 1980           |                       |                     |           |
| 1981                            | Alain Prost           | Renault             | Detalhes  |
| 1982                            | Keke Rosberg          | Williams-Ford       | Detalhes1 |
| Não realizado em 1983           |                       |                     |           |
| 1984                            | Niki Lauda            | McLaren-TAG/Porsche | Detalhes  |
| Fontes:                         |                       |                     |           |

↑1  Prova nomeada de Grande Prêmio da Suíça.